# Mats Valk
Mats Valk (ur. 4 maja 1996 w Amstelveen) – holenderski
speedcuber sześciokrotny
medalista Mistrzostw Świata i jedenastokrotny medalista Mistrzostw Europy w układaniu Kostki Rubika.

## Rekordy

### Rekordy Świata
| Konkurencja   | Rodzaj     | Czas  | Zawody               |
| ------------- | ---------- | ----- | -------------------- |
| Kostka Rubika | pojedynczy | 4,74  | Jawa Timur Open 2016 |
| Kostka Rubika | pojedynczy | 5,55  | Zonhoven Open 2013   |
| 4x4x4 Cube    | pojedynczy | 26,77 | German Open 2012     |
| 4x4x4 Cube    | pojedynczy | 30,02 | Dutch Nationals 2011 |
| 4x4x4 Cube    | średni     | 33,57 | German Open 2012     |

### Rekordy Europy
| Konkurencja      | Rodzaj     | Czas  | Zawody                   |
| ---------------- | ---------- | ----- | ------------------------ |
| Kostka Rubika    | pojedynczy | 5,13  | Euro 2016                |
| Kostka Rubika    | pojedynczy | 6,41  | Dutch Open 2011          |
| Kostka Rubika    | pojedynczy | 6,84  | Dutch Open 2011          |
| Kostka Rubika    | średni     | 6,46  | Semey Open 2018          |
| Kostka Rubika    | średni     | 7,24  | DYC Rubik Open 2015      |
| Kostka Rubika    | średni     | 7,34  | China Championship 2015  |
| Kostka Rubika    | średni     | 7,45  | Johannesburg 2014        |
| Kostka Rubika    | średni     | 7,66  | Dutch Open 2012          |
| Kostka Rubika    | średni     | 7,77  | Eindhoven Open 2012      |
| Kostka Rubika    | średni     | 9,09  | German Open 2011         |
| Kostka Rubika    | średni     | 9,20  | NEMO Amsterdam Open 2011 |
| 2x2x2 Cube       | średni     | 2,43  | Aachen Open 2011         |
| 4x4x4 Cube       | średni     | 35,10 | Zonhoven Open 2012       |
| 5x5x5 Cube       | pojedynczy | 49,49 | Kaohsiung Open 2016      |
| 5x5x5 Cube       | średni     | 54,71 | German Open 2017         |
| 5x5x5 Cube       | średni     | 56,72 | Kaohsiung Open 2016      |
| 3x3x3 One-Handed | średni     | 17,00 | Aachen Open 2011         |